# Продавница старинских ствари
Продавница старинских ствари (енгл. Ye Olde Curiosity Shop) је позната продавница која се налази у граду Сијетлу у америчкој савезној држави Вашингтон. Основана је 1899. Она је данас најбоље позната продавница сувенира. Била је важан снабдевач уметности за музеје на северозападној обали Сједињених Америчких Држава.

## Власници
Продавница је основана 1899. од стране Ј. Е Стандлеја (рођен је 24. фебруара 1854. у Стубенвилу у Охају). Пре него што је отворио продавницу, продавао је старинску индијску робу у Денверу и Колораду. 1899. се преселио у Сијетл, где је живела његова болесна супруга. Те године је купио продавницу. 1909. је Аљашко-Јуконско-Пацифичка изложба у Сијетл привукла туристе, научнике, антропологе и колекционаре. Многи су почели да одлазе у продавницу и купују занимљиве ствари.

## Роба и експонати
Након отварања, у продавницу је дошло много ствари са Аљаске. Стизала су нова и стара уметничка дела. Данас, највише културно значајне ствари у колекцији продавнице нису на продају, иако се дела могу погледати. Неке ствари који се не продају су Руски самовар из 19. века, десетине тотемских стубова, азиско оружије из 19. века, минијатурне скулптуре Нестуке, и минерал жад који има резбарију на себи. У продавници се налазе и два мумифицирана тела названа Силвестер и Силвија. Мумија Силвестер која је у продавницу дошла 1955. је уједно и симбол продавнице. Годинама се веровало да је он каубој који је био жртва пуцњаве крајем 19. века у пустињи Аризоне, и да га је екстремна сувоћа пустиње претворила у мумију. Међутим, ЦТ скенери су показали да је умро од превелике количине Арсена. Он је једна од најпознатијих добро очуваних мумија на свету. Фотографија из 1892. показује да је Силвестер првобитно био назван Магинти и да је припадао човеку званом Соапи Смит који је мумију продао 1895.